# Karl Schubert
Karl Schubert   (Nysa, 20 de maig de 1908 - Pirmasens, 1991) va ser un nedador alemany que va competir durant les dècades de 1920 i 1930.
En el seu palmarès destaquen una medalla de plata al Campionat d'Europa de natació de 1931 i quatre campionats nacionals.
El 1928 va prendre part en els Jocs Olímpics d'Amsterdam, on va disputar dues proves del programa de natació. En ambdues quedà eliminat en sèries.